# Harley Davidson Model WLA
La Harley-Davidson WLA "Liberator" è stata una motocicletta prodotta dall'azienda americana Harley-Davidson per essere impiegata dall'esercito americano durante la seconda guerra mondiale. Venne realizzata sotto la diretta supervisione di William Harley che intendeva vincere la concorrenza della Indian nelle forniture all'esercito. Alla fine della guerra, l'impegno profuso dalla Harley-Davidson, venne riconosciuto pubblicamente dalle forze armate statunitensi.
È stata utilizzata anche dall'esercito canadese nella versione WLC e dall'Armata Rossa a cui furono forniti 30.000 esemplari dei circa 78.000 prodotti nell'ambito del progetto affitti e prestiti.
La versione WL"A" è quella utilizzata dall'esercito americano e si differenzia in pochi particolari dalla WL "C" canadese, come frizione anche a mano e ruote intercambiabili. 
Non è mai esistita una WLA con cilindrata 1200, bensì una Flathead 1200 e 1340cc, chiamate U-UL e Uh-ULH.

## Sviluppo
Sin da quando la motocicletta esce dalla sua fase pionieristica, avendo acquisito sufficienti doti di affidabilità, viene subito arruolata nelle forze armate di vari paesi vista l'economicità e la praticità d'uso. Infatti poteva essere usata come staffetta, mezzo da ricognizione e d'incursione. Negli Stati Uniti i primi motoveicoli ad essere adoperati sono Harley-Davidson e Indian. Tuttavia la casa di Milwaukee, col passare del tempo, straccerà la concorrenza della Indian e diverrà il fornitore privilegiato delle forze armate statunitensi grazie alla WLA.
La WLA deriva da un modello civile denominato D, il primo equipaggiato con il motore Flathead a valvole laterali, nato per contrastare la concorrenza della Indian. Nel 1937 la D verrà rinominata W la cui gamma comprendeva anche la WL (la L identifica il motore con rapporto di compressione maggiore), WS (sidecar), WLD (altissimo rapporto di compressione) e WLDR (modello da competizione). Proprio dalla WL civile derivava la WLA la cui "A" sta per Army, esercito.
Rispetto alla versione civile, la WLA si differenziava per alcuni particolari. Innanzitutto, per evitare riflessi indesiderati, venne eliminata ogni cromatura e si adottò la tipica verniciatura "olive drab" dell'esercito. Vennero poi adottati numerosi accessori atti a rendere più adatta la WLA alla vita militare: paragambe, portapacchi posteriore "heavy duty", borse laterali, cassetta delle munizioni per il mitra Thompson alloggiato in un'apposita custodia. I parafanghi di serie furono sostituiti da un tipo con una maggiore luce dalla ruota e assottigliato sui fianchi per garantire un adeguato scarico di fango in fuoristrada. Sotto al motore era collocata una piastra protettiva che consente alla moto di scivolare sugli ostacoli e non piantarvisi sopra. Anche il faro, che nella versione civile era in posizione troppo esposta, venne abbassato e collocato subito sopra il parafango anteriore. Telaio, manubrio e portapacchi vennero adeguatamente rinforzati e cambiò anche la foggia del filtro a bagno d'olio, non più cilindrico ma rettangolare e in posizione rialzata per permettere alla moto di traversare piccoli guadi. Il serbatoio è diviso in due: a destra contiene 3,5 kg di olio mentre a sinistra 11 litri di benzina.
Particolarità della WLA è il meccanismo del cambio. La frizione è infatti a bilanciere sulla sinistra: premendo il pedale anteriore si innesta la frizione mentre premendo quello posteriore la disinnesta e si può cambiare marcia con la leva posta sulla sinistra del serbatoio. La versione WLC dell'esercito canadese si distingueva per questo meccanismo collocato sulla destra anziché sulla sinistra.

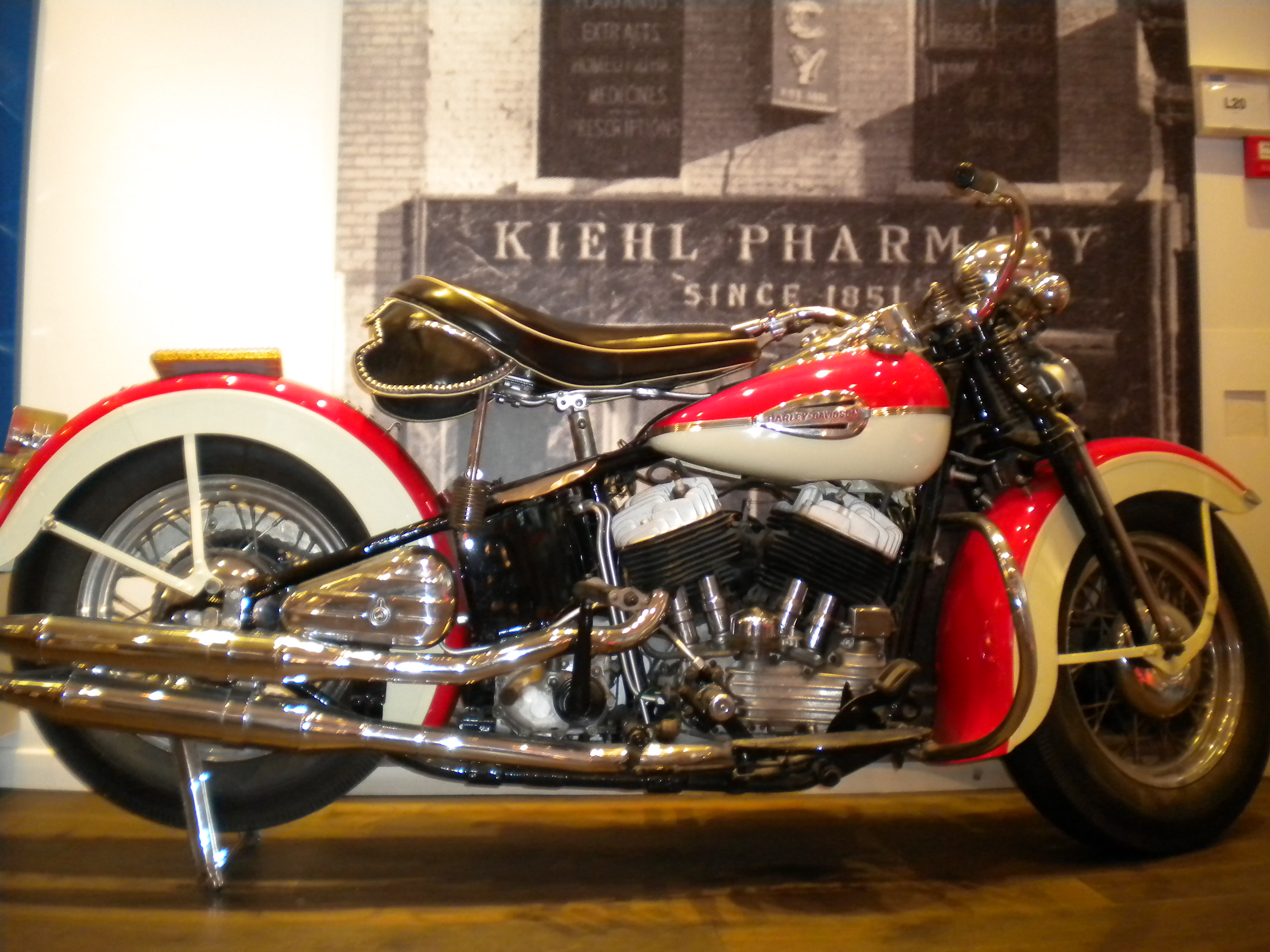
Harley-Davidson WL fotografato nella città di Madrid.

### Motore
Il motore era il Flathead da 740 cc (45 pollici cubici) a valvole laterali con teste in lega leggera e cilindri in ghisa. Semplice da mantenere, affidabile e molto elastico, permetteva infatti di viaggiare ad andature molto basse in presa diretta riprendendo senza strappi fino alla velocità massima consentita (110 km/h). Nonostante questo motore consumasse pochissimo (circa 1 litro ogni 15 km) era troppo poco potente cosicché sul finire della guerra venne sostituito da un più potente 1.200 cc.
Uno dei punti di forza della WLA era la sua affidabilità ma anche la relativa semplicità di manutenzione. Inoltre William Harley, oltre che fornire per ogni esemplare un dettagliato manuale per la manutenzione, istituì anche un corso di formazione per i meccanici dell'esercito che in quattro settimane imparavano a conoscere la moto nei più piccoli particolari.
Inoltre, per garantire l'efficienza delle forze armate, vennero costruiti ricambi sufficienti a costruire altre 30.000 moto oltre alle 78.000 già prodotte.